# Spencer (nome)
Spencer  è un nome proprio di persona inglese maschile e femminile.

## Varianti
- Spenser[1]

## Origine e diffusione
Riprende il cognome inglese Spencer, di origine occupazionale, derivante da un vocabolo medio inglese che indicava in una casa chi aveva il compito di distribuire le provviste (in ultimo dal francese antico despensier).
Il cognome venne portato da una nobile casata inglese di origine normanna, gli Spencer.

## Onomastico
Il nome è adespota, ossia privo di santo patrono. Le persone che lo portano possono festeggiare il proprio onomastico il 1º novembre, giorno dedicato alla festa di Ognissanti.

## Persone

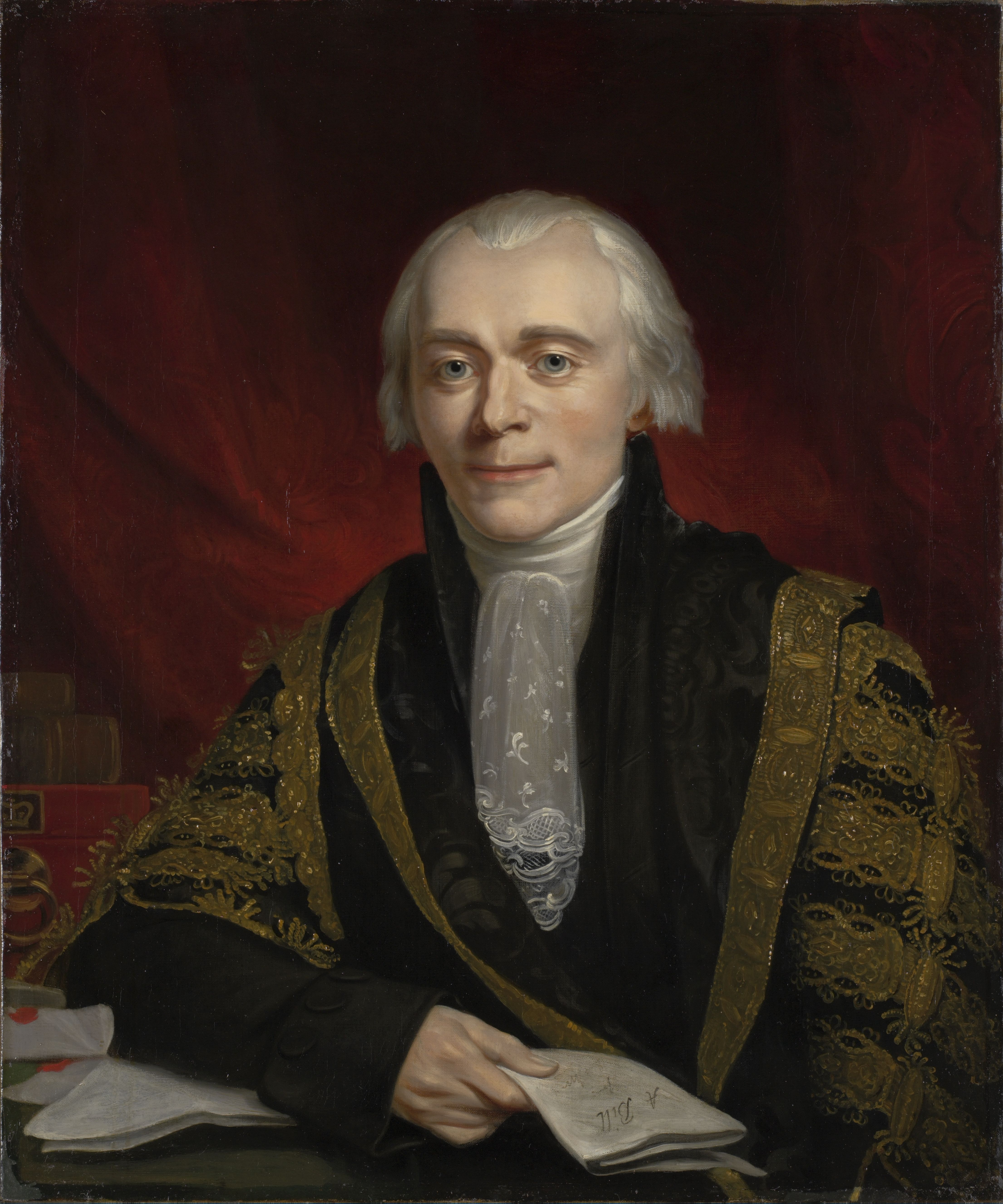
Spencer Perceval

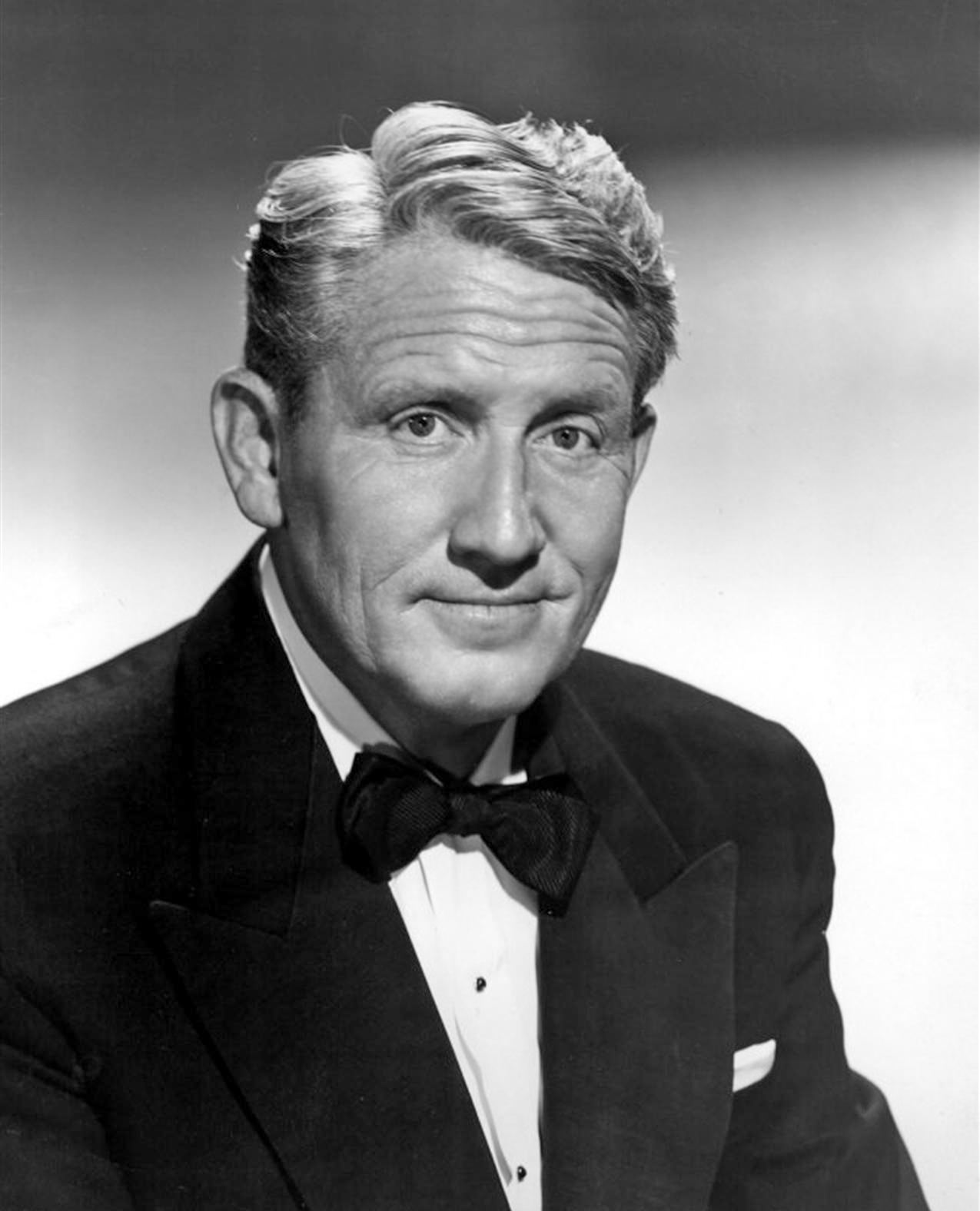
Spencer Tracy

### Maschile
- Spencer Bachus, politico e avvocato statunitense
- Spencer Fullerton Baird, ornitologo e ittiologo statunitense
- Spencer Cavendish, politico e nobile britannico
- Spencer Chamberlain, cantante statunitense
- Spencer Compton, politico e nobile britannico
- Spencer Dryden, batterista statunitense
- Spencer Gore, tennista e crickettista britannico
- Spencer Haywood, cestista statunitense
- Spencer Hawes, cestista statunitense
- Spencer Perceval, politico inglese
- Spencer Tracy, attore statunitense

### Femminile
- Spencer Grammer, attrice statunitense
- Spencer Locke, attrice statunitense

## Il nome nelle arti
- Spencer Hale è un personaggio del film del 2000 Pokémon 3 - L'incantesimo degli Unown , diretto da Kunihiko Yuyama e Michael Haigney.
- Spencer Hastings è un personaggio dei romanzi della serie Giovani, carine e bugiarde, scritti da Sara Shepard, e della serie televisiva ad essi ispirata Pretty Little Liars.
- Spencer Shay è un personaggio della serie televisiva iCarly.
- Spencer Reid è il giovane genio della serie televisiva americana Criminal Minds.